# Formació de La Colonia
La formació de La Colonia és una formació de l'Argentina amb estrats que es remunten al Cretaci superior. S'hi han trobat fòssils de molts mamífers (com Argentodites coloniensis) i dinosaures (com Carnotaurus sastrei). Originalment es creia que datava de l'estatge faunístic Campanià o un període anterior, però estudis de les formacions subjacents han revelat que probablement data del Maastrichtià.